# 卢塞纳总统城
卢塞纳总统城是巴西南大河州的一个市镇。总面积49.426平方公里，总人口2355人，人口密度47.6人/平方公里。